# Хэлун
Хэлу́н (кит. упр. 和龙, пиньинь Hélóng, кор. 허룽) — городской уезд Яньбянь-Корейского автономного округа провинции Гирин (КНР). Название происходит от названия местного горного ущелья.

## История
Уезд Хэлун был образован в 1910 году.
В 1931 году Маньчжурия была оккупирована Японией, создавшей в 1932 году марионеточное государство Маньчжоу-го. В 1934 году территория Маньчжоу-го была разделена на 12 провинций, и уезд Хэлун вошёл в состав провинции Цзяньдао. В 1943 году провинция Цзяньдао была объединена с провинциями Муданьцзян и Дунъань в Объединённую Восточно-Маньчжурскую провинцию.
По окончании Второй мировой войны правительство Китайской республики осуществило административно-территориальный передел Северо-Востока, и уезд Хэлун вошёл в состав провинции Гирин. В 1952 году был создан Яньбянь-Корейский автономный район (с 1955 года — Яньбянь-Корейский автономный округ), и уезд Хэлун вошёл в его состав.
В 1993 году уезд Хэлун был преобразован в городской уезд.

## Административное деление
Городской уезд Хэлун делится на 3 уличных комитета и 8 посёлков.